# Ratnasambhava

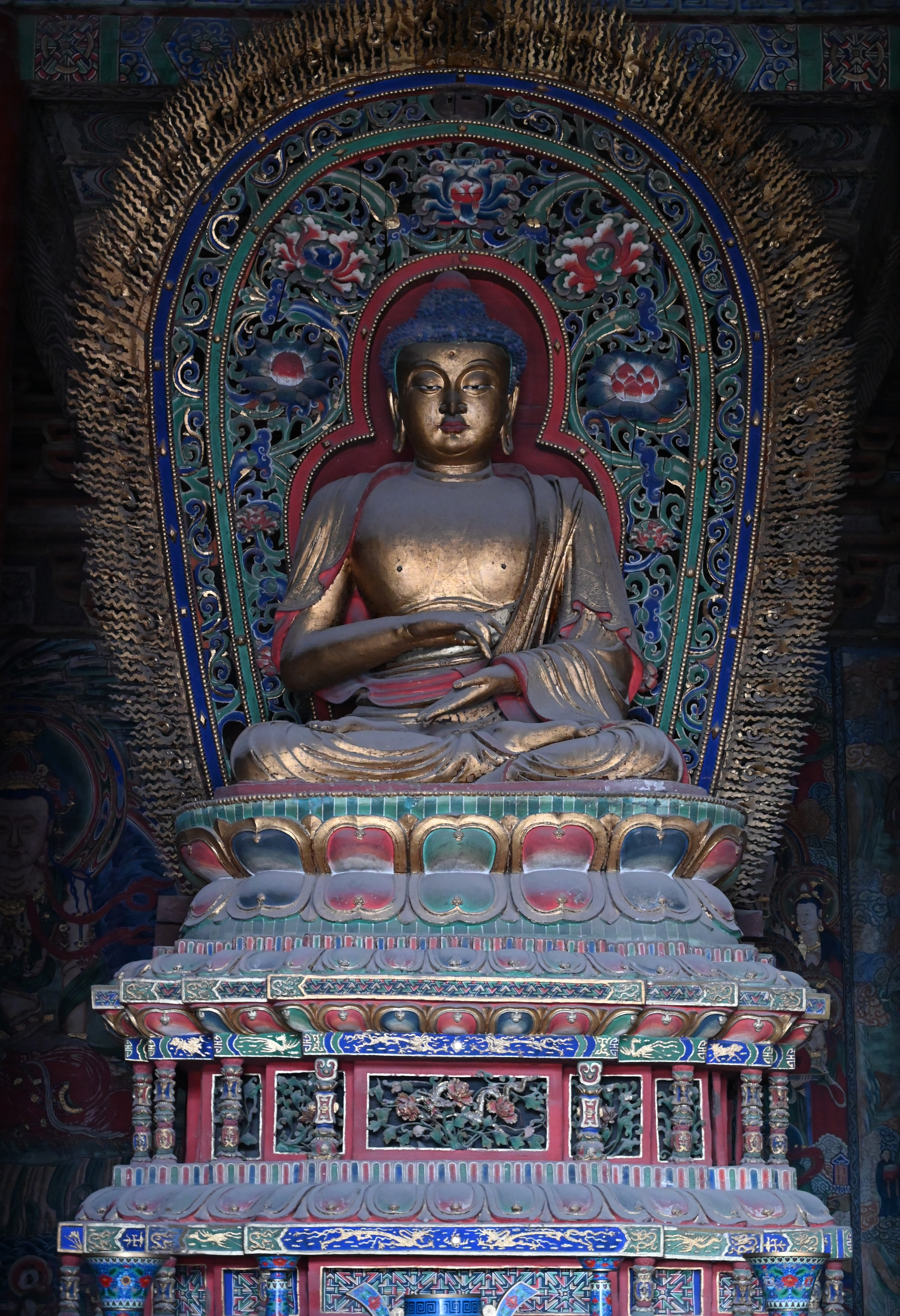
Ratnasambhava z Číny dynastie Ming (mezi lety 1368–1644)

Ratnasambhava (sanskrt: रत्नसम्भव) je buddha, který ztělesňuje moudrost rovnosti, vyrovnanosti a soucitu.
Je jedním z pěti dhjánibuddhů.

## Vlastnosti
- Zrozený z klenotu.
- Vztahuje se na božskou personifikaci zemního prvku.
- Vládne jižní čisté zemi Shrimat.

## Ikonografie

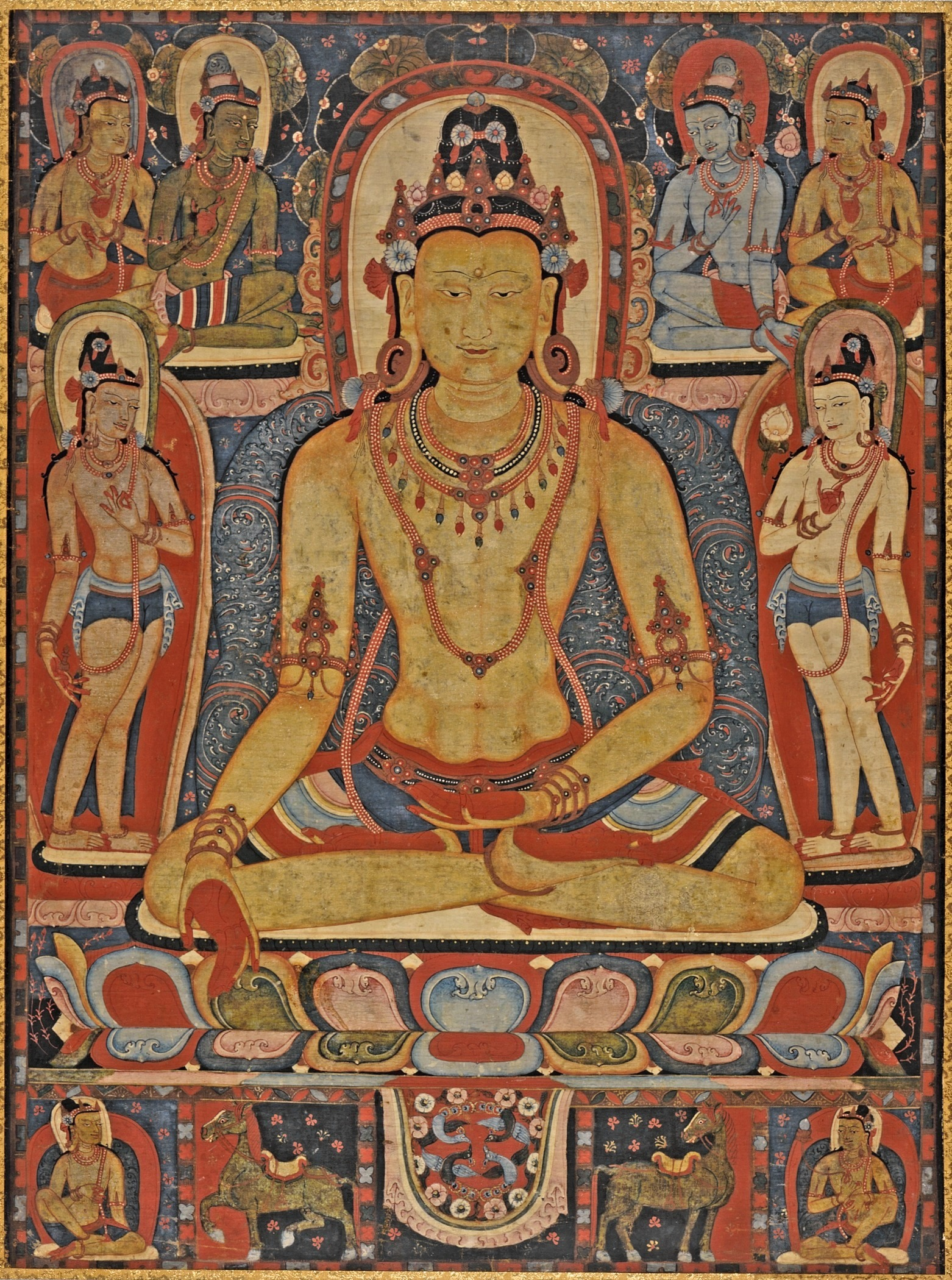
Ratnasambhava, začátek 13. století, Losangeleské muzeum umění

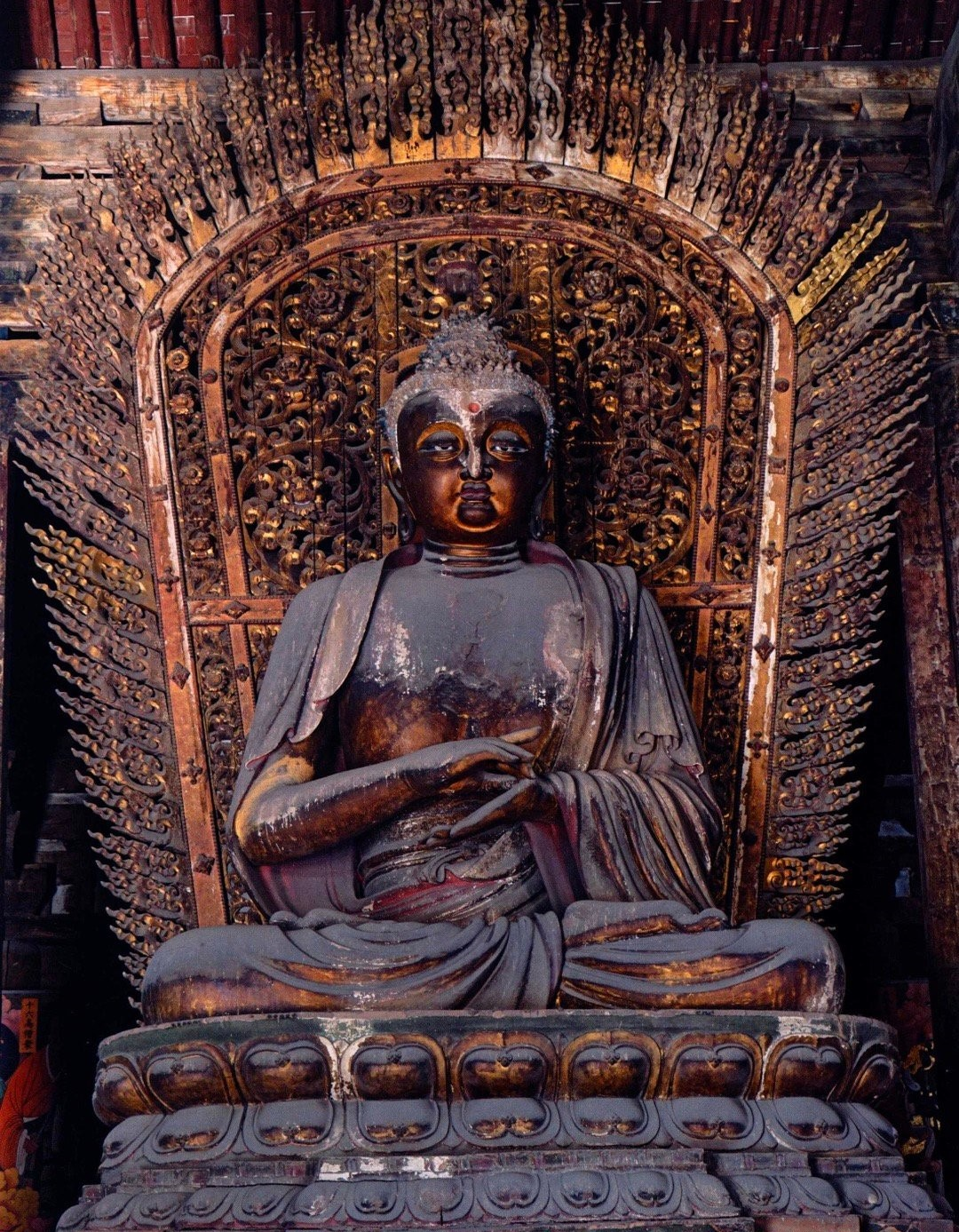
Ratnasambhava z období říše Ťin (mezi lety 1115–1234)

Jeho tělo je žluté nebo zlaté, v levé ruce drží klenot, pravá ruka vytváří mudru varada (gesto nejvyšší štědrosti a laskavosti).

## Mantra
Óm Ratnasambhava tram